# Secret world live
Secret world live is een livealbum uit 1993-1994 van Peter Gabriel en vormt de neerslag van de wereldtournee die Gabriel in die jaren maakte onder de titel Secret World. 

## Album
Na Plays live was dit het tweede livealbum van de artiest na zijn vertrek uit Genesis. Daar waar Plays live teruggreep op de eerste vier studioalbums, keek het repertoire op Secret world live terug op studioalbums So en Us. 
De uitgave op album ging vergezeld door een uitgave op video, daarbij werd de voorkeur gegeven voor de track San Jacinto in plaats van Red rain. Sinds 2019 is San Jacinto wel opgenomen in de streamingversie van het album. 
Opnamen vonden plaats tijdens concerten van de grote Secret World-tournee op 16 en 17 november 1993 in de Palasport Nuovo in Modena, Italië. Aanvullende opnamen vonden nog plaats in Gabriel Real World Studio’s en in de Guillaume Tell geluidsstudio in Parijs. Tijdens deze tournee stapte Sinéad O'Connor plotseling op, zodat Paula Cole op dit album te horen is als solozangeres, nadat Gabriel haar had opgeroepen om op stel en sprong naar Europa te komen. Voor Cole, die opvallende bijdragen leverde aan onder meer de nummers Don't give up en In your eyes, betekende de deelname aan deze megatournee de grote doorbraak in haar carrière. 
Op album en video is de eerste opname te horen van het nummer Across the river, dat Gabriel schreef voor WOMADs album Music and rhythm uit 1982.

## Hoes
De hoes liet een samenwerking zien van Michael Colson en Martha Ladly, die destijds met Gabriel werkte. Er werden beelden gebruikt, gemaakt door Fab 4 en Danny Jenkins. Hij fotografeerde studiovriend Becky Jemmett, die een telefoon vasthield.

## Musici
- Peter Gabriel – zang, harmonica
- David Rhodes – gitaar
- Tony Levin – basgitaar, Chapman Stick, zang
- Jean Claude Naimro – toetsinstrumenten, zang
- Paula Cole – zang
- L. Shankar – viool
- Levon Minassian – doedoek
- Manu Katché drumstel
- Ensemble onder leiding van Papa Wemba

## Muziek
| Nr. | Titel                                                                  | Duur |
| --- | ---------------------------------------------------------------------- | ---- |
| 1.  | Come talk to me (Gabriel)                                              | 6:13 |
| 2.  | Steam (Gabriel)                                                        | 7:45 |
| 3.  | Across the river (Gabriel, Stewart Copeland, David Rhodes, L. Shankar) | 6:00 |
| 4.  | Slow marimbas (Gabriel)                                                | 1:41 |
| 5.  | Shaking the tree (Gabriel, Youssou N'Dour)                             | 9:18 |
| 6.  | Red rain (Gabriel)                                                     | 6:15 |
| 7.  | Blood of Eden (Gabriel)                                                | 6:58 |
| 8.  | Kiss that frog (Gabriel)                                               | 5:58 |
| 9.  | Washing the water (Gabriel)                                            | 4:97 |
| 10. | Solsbury Hill (Gabriel)                                                | 4:42 |

| Nr. | Titel                         | Duur  |
| --- | ----------------------------- | ----- |
| 1.  | Digging up the dirt (Gabriel) | 7:36  |
| 2.  | Sledgehammer (Gabriel)        | 4:58  |
| 3.  | Secret world (Gabriel)        | 9:10  |
| 4.  | Don't give up (Gabriel)       | 7:35  |
| 5.  | In your eyes (Gabriel)        | 11:32 |

## Ontvangst
Het album haalde de 23e plaats in de Amerikaanse Billboard 200. Ook in West-Europa haalde het noteringen in albumlijsten. In de Album Top 100 stond het 25 weken genoteerd met hoogste plaats 16; België noteerde slechts één week plaats 99. In thuisland Engeland stond het vijf weken genoteerd met hoogste plaats 10.